# Bonampak
Bonampak que significa "Muros pintados", conocido antiguamente como Ak'e y en sus inmediaciones como Usiij Witz, "Cerro del Zopilote", es un sitio arqueológico de la cultura maya en la Selva Lacandona del estado de Chiapas, México. El sitio yace cerca de un afluente del Río Usumacinta y está a unos 21 kilómetros al sur de Yaxchilán, bajo el cual Bonampak estuvo subordinado. Mientras que el sitio no es excesivamente impresionante en términos de tamaño espacial o arquitectónica, (Sylvanus Morley realizó una jerarquización de las ciudades mayas en términos de tamaño e importancia política, siendo Bonampak una ciudad de cuarta categoría) debe su fama a los murales de tres cuartos completamente pintados ubicados dentro de la Estructura 1 (Templo de los Murales). La construcción de la estructura del sitio data del Periodo Clásico Tardío. (580 a 800 d. C.)
Además de estar entre los murales mayas mejor conservados, son dignos de mención por derrumbar la temprana suposición de que los mayas eran una cultura pacífica (una larga posición argumentada por el arqueólogo del Instituto Carnegie de Washington go the obligaciones e s. Sra y el sacrificio humano. Se suele decir que la zona arqueológica fue descubierta por Giles Healey y Mateo Bolívar, entre abril y mayo de 1946, quienes fueron informados por los indígenas lacandones, llegando varias veces a la zona, cuando se dirigían a realizar cultos en los edificios de la ciudad. Sin embargo, como en muchos otros casos, los indígenas ya conocían la localización del sitio, y el hallazgo se atribuye hoy a dos de ellos: José Pepe Chambor y Acasio Chan.

## Biodiversidad
De acuerdo al Sistema Nacional de Información sobre Biodiversidad de la Comisión Nacional para el Conocimiento y Uso de la Biodiversidad (CONABIO) en el Monumento Natural Bonampak habitan más de 990 especies de plantas y animales de las cuales 128 se encuentra dentro de alguna categoría de riesgo de la Norma Oficial Mexicana NOM-059  y 9 son exóticas,

## Historia

### Periodo Clásico
Bonampak tuvo origen en 300 d. C. a 900 d. C.; tuvo su auge entre el 650 a 850 d. C. durante el Periodo Clásico, Pájaro Jaguar a principios del siglo V luchó contra K'inich Tatb'u Cráneo I de Yaxchilán, y perdió su libertad. Posteriormente otros nobles fueron capturados en guerra por Jaguar Ojo de Nudo I. En el 514 d. C. Jaguar Ojo de Nudo I fue llevado cautivo por el Gobernante C de Piedras Negras, dando un respiro a Bonampak; pero después en el 526 d. C. su sucesor K'inich Tatb'u Cráneo II atacó Bonampak de nuevo capturando más señores. Para el 600 d. C. Bonampak se había convertido en una ciudad satélite de Yaxchilán. En ese momento, el Ajaw de Yaxchilán instaló a Chan Muwan I (Cielo Arpía I) como señor en Bonampak, reconstruyendo el sitio para orientarse hacia Yaxchilán. En el 790 d. C. Escudo Jaguar III de Yaxchilán supervisó la instalación del siguiente ajaw mediante la alianza matrimonial de su hermana la Señora Yax T'ul (Verde Conejo) con Chan Muwan II (Cielo Arpía II), y contrató a los artesanos Yaxchilanos para conmemorar los murales de la Estructura I. Bonampak se derrumbó con Yaxchilán en el siglo IX.

### Historia moderna
En 1948, se realizó una expedición por el Instituto Carnegie y el Instituto Nacional de Antropología e Historia. Las paredes fueron limpiadas con queroseno, que volvió temporalmente transparente el recubrimiento y las pinturas fueron fotografiadas extensivamente.
En 1996, un equipo de la Universidad de Yale, dirigido por la profesora Mary Miller comenzó The Bonampak Documentation Project, que incluyó la realización de un estudio aún más detallado, un registro fotográfico, y las reproducciones de los murales. Estas reproducciones, realizadas por los artistas Heather Hurst y Leonard Ashby, dan vida a muchos detalles que ya no se pueden ver a simple vista, gracias a las fotografías infrarrojas. En la mayoría de las imágenes capturadas sobresalen muchos glifos que antes eran desconocidas o se perdieron debido a la erosión natural, o a muchos intentos fallidos de conservación, algunas de las cuales hicieron mucho más daño que la conservación. Para una descripción más detallada sobre The Bonampak Documentation Project, y una minuciosa discusión sobre los murales, ver el seminario de trabajo de Mary Miller y Claudia Brittenham titulado The Spectacle of the Late Maya Court: Reflections on the Murals of Bonampak.
Desde 1990, el proyecto La pintura mural prehispánica en México, del Instituto de Investigaciones Estéticas de la Universidad Nacional Autónoma de México, se dedica al registro y estudio de los murales precolombinos, como los de Bonampak donde, en 1997, Ernesto Peñaloza, como parte del trabajo de dicho proyecto, fotografió por primera vez en su totalidad los tres cuartos pintados. Con este material, se realizaron los tres desplegados que muestran los murales completos. Estas imágenes y los resultados de las investigaciones multidisciplinarias, dirigidas por Beatriz de la Fuente y coordinadas por Leticia Staines, forman parte de los dos tomos dedicados a Bonampak (catálogo y estudios), de la serie La pintura mural prehispánica en México, publicada por la PICOS.

## Zona arqueológica

### La Gran Plaza
Siendo una de las más extensas de la región; mide 90 por 110 metros, su ubicación como antesala a la Acrópolis proporciona a ambas una imagen monumental. Largas plataformas escalonadas de poca altura la delimitan por el este y el oeste, mientras que por el norte lo hacen dos basamentos de menor tamaño pero más alto, los Edificios 15 y 16. Todas estas construcciones tienen su escalera principal apuntando al interior de la Plaza, con excepción del Edificio 15 que mira al exterior hacia el norte, en línea recta con el Grupo Frey. 

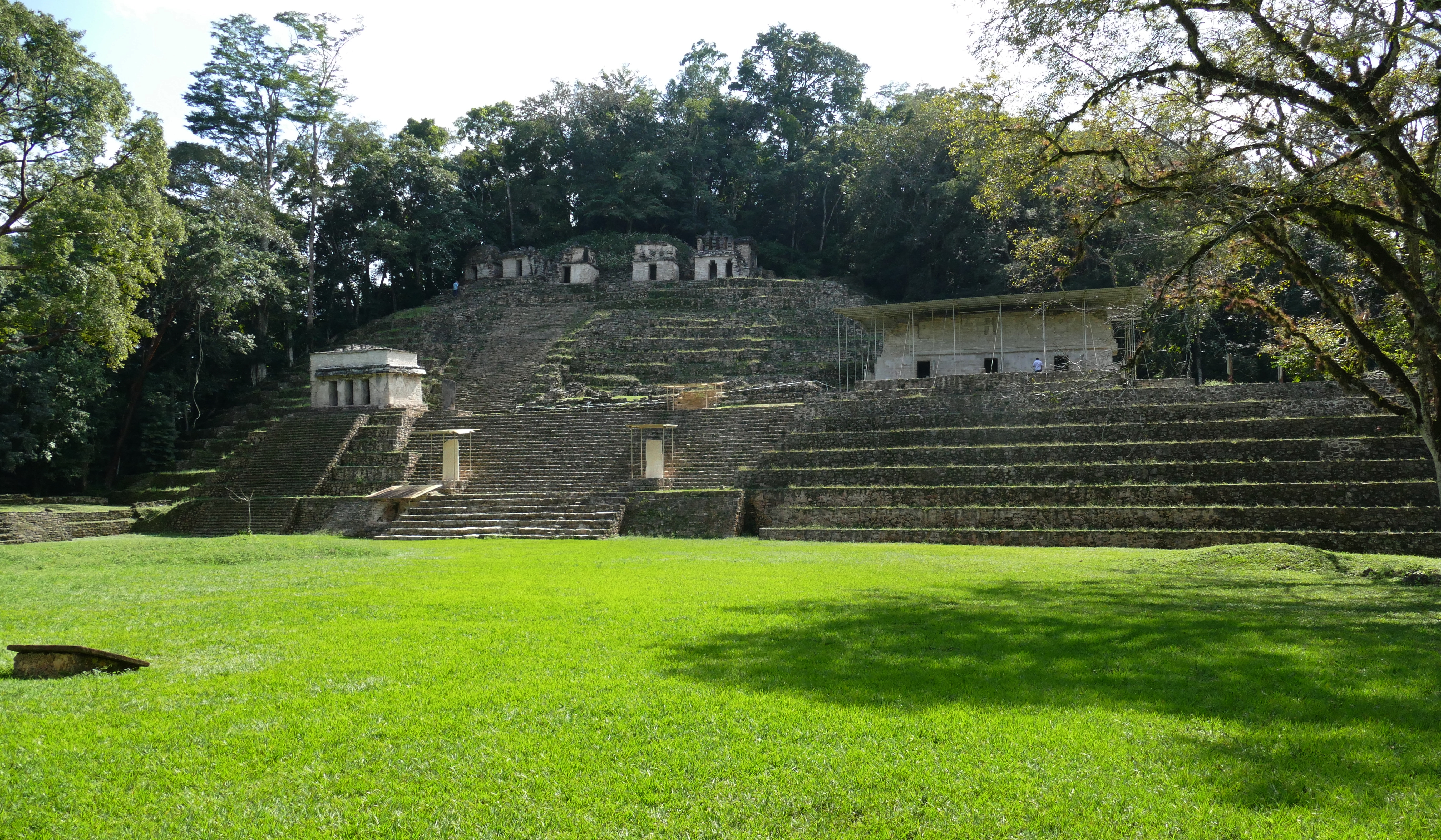
La Gran Plaza de Bonampak

Diversas excavaciones han demostrado que originalmente la Plaza era un tercio más corta que la actual y que en el costado opuesto a la Acrópolis o sea el costado norte estaba conectada por una larga escalera de tres peldaños con otra plaza ubicada a menor nivel y de extensión aún desconocida. Bajo los Edificios 13, 15, 16 y 18 se localizan viejas construcciones más pequeñas, algunas de las cuales estuvieron asociadas a la antigua plaza; esto denota una constante actividad constructiva de la ciudad durante más de tres siglos. La parte central de la Gran Plaza está ocupada por dos estelas de gran tamaño, siendo la Estela 1 la de mayor importancia de todo el sitio arqueológico.

### Grupo Frey
Debe su nombre a Carlos Frey, uno de los integrantes de la expedición a Bonampak. Fue construido sobre una colina baja de 21 metros de altura, en su costado sur se sitúa una monumental escalera de cinco tramos que permite acceder a los restos de un basamento que soportaba un amplio espacio techado, de esta edificación se conservan solamente parte de las pilastras que sostenían la techumbre de madera y palma. Una segunda plataforma más pequeña se localiza al costado oeste del primer edificio sobre una terraza de menor altura, es una construcción muy sencilla dividida en dos cuartos por un delgado muro central, tuvo seguramente una función habitacional como lo demuestran los fragmentos de metate y ollas localizadas tanto en el interior como en exterior durante las excavaciones arqueológicas. La sencillez de las edificaciones en la cima de esta colina podría hacer pensar que no pertenecieron a un individuo de la alta jerarquía de Bonampak, sin embargo esto se debe a la poca disponibilidad de roca caliza de buena calidad para la construcción de edificios con Bóveda maya. Desde la parte superior de este grupo pueden observarse los Edificios 4 a 8 de la Acrópolis 400 metros hacia el sur.

### Estructura 1 o Templo de los Murales
La Estructura 1 de Bonampak conocida antiguamente como “la casa Seis Mar”, fue construida a finales del siglo IX (inaugurado oficialmente el 11 de noviembre del 991 d. C.) mide 16 metros de largo, cuatro metros de profundidad, y siete metros de altura, se localiza en el extremo derecho del primer nivel de la Acrópolis sobre una plataforma en forma de T, su fachada principal mira hacia la Gran Plaza. Aunque no hay evidencia para apoyar la afirmación, algunos especulan que puedo tener también una crestería, tal como puede verse en el Edificio 33 de Yaxchilán. Estructuralmente simétrica, equilibrada y estable se compone de tres habitaciones separadas, en su interior contiene murales que narran diferentes acontecimientos que rodearon la historia de Bonampak y sus aliados durante el gobierno de Chan Muwan II, en la actualidad se sabe que su fecha de creación fue el 14 de diciembre del 790 d. C. (9.18.0.3.4.10 K’an 2 ayab).
A pesar de que ha habido un cierto desacuerdo en cuanto a la secuencia temporal de los acontecimientos, se acepta generalmente que la narración debe ser vista en orden cronológico, empezando en el Cuarto 1 (los enmascarados e intérpretes musicales, escena del tributo, vestimenta y preparación para la danza); luego el Cuarto 2 (ceremonia de dedicación del edificio, escenario de conflicto violento, y una muestra en la que se presenta el sacrificio humano, en compañía de los más altos miembros de la corte y la fuerza victoriosa); y, finalmente, el Cuarto 3 (escenario de una danza, con los observadores, y una ceremonia ritual). Los murales cubren una superficie de 150 m² representan un total de 114 cláusulas glíficas y 272 figuras humanas que varían de tamaño entre los 82 y 89 cm representadas dentro de los tres cuartos, muchas de ellas con nombres o títulos (aproximadamente 1/3 de las figuras tiene nombre, mientras que otro 10% solo tiene cláusulas en blanco, y un poco más de la mitad no tiene nombre en absoluto). Algunas teorías en cuanto a por qué algunos cartuchos se dejaron en blanco incluyen muertes o realineación política, una interrupción de los murales relacionados con el aparente colapso maya en las tierras bajas durante el período constructivo de la Estructura 1, y la posibilidad de que se convirtió en políticamente de mala educación nombrar ciertas figuras. La planificación y ejecución de los murales de Bonampak requirió a un amplio equipo de especialistas, y no a un genio solitario. Este equipo tendría incluidos yeseros, preparadores de pigmento y, posiblemente, calígrafos, además de los pintores y los planificadores cuya concepción artística es más visible en las paredes.
El exterior de la Estructura 1, aunque mal conservado, se pintó una vez en ricas tonalidades brillantes de azul maya, verde azulado, rojo y amarillo. De hecho, casi todo hubiera estado cubiertos de pintura, ya que incluso los pavimentos de piso en cada habitación estaban pintadas de negro. Sólo las superficies superiores de los bancos interiores parecen haber sido dejados sin pintar. Además de los diferentes colores aplicados, se produjeron nuevos elementos artísticos en la fachada de la Estructura 1. Justo debajo de la moldura aglutinante, existen restos de una única banda de unos ochenta glifos que rodeaba el edificio y anchas bandas verticales de rojo, intercambiado con áreas de estuco blanco sin pintar. En esencia, los artistas de Bonampak enmarcan el curso inferior del exterior de la Estructura 1 como si fuera un jarrón Maya; más específicamente, a las vasijas estilo códice del Petén, y no reflejado el estilo de la Cuenca del Usumacinta donde se encuentra Bonampak.

Por encima de cada cuarto hay un pequeño nicho que probablemente alojo una figura sentada siendo quizá una representación de un señor gobernante. Entre estos nichos había dos escenas de estuco más grandes, sólo una de ellas ha sobrevivido a los estragos del tiempo. Haciendo alusión a lo que se muestra dentro de los murales, la imagen representa una figura dando un paso hacia adelante con un cautivo arrodillado ante él, su pelo está siendo agarrado firmemente por su vencedor. Adicionalmente a las figuras que están dentro de los nichos, en los lados este y oeste del edificio contó con figuras sentadas establecidas en la parte superior teniendo como característica en las cabezas de un dios de hocico largo, éstos todavía tienen algunos restos de pintura roja visible.

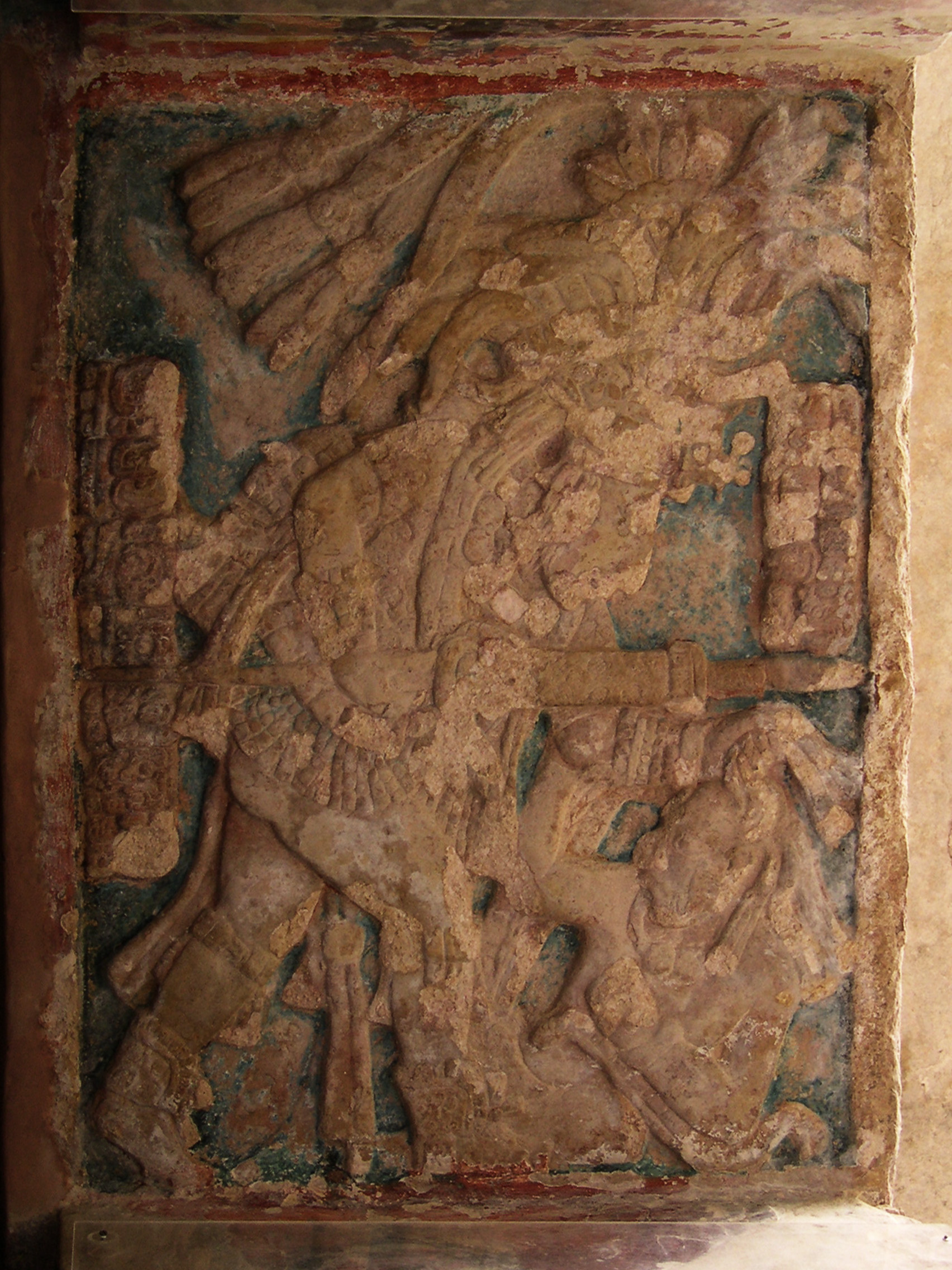
Dintel del Cuarto 1

Por último, la puerta de cada cuarto cuenta con un dintel tallado de un guerrero sometiendo a un cautivo. Dintel 1 (Cuarto 1) representa Chan Muwan II, gobernante de Bonampak, capturando a Ah-5-Cráneo el 12 de enero del 787 d. C. (9.17.16.3.12, 8 Eb 10 K'umk'u); Dintel 2 (Cuarto 2) muestra al gobernante de Yaxchilán, Escudo Jaguar III capturando un vasallo de Yete K'nich, gobernante de la ciudad de Sak' Tz'i', el 4 de enero del 787 d. C. (9.17.16.3.8, 4 Lamat 6 K'umk'u); y Dintel 3 (Cuarto 3) muestra Aj Sak Teles abuelo de Chan Muwan II capturando un vasallo de Jaguar Anudado, probablemente el 25 de julio del 780 d. C. (9.17.9.11.14, 3 Ix 2 Yax). Cabe señalar que la altura de cada puerta es aproximadamente de 1.75 metros, y alrededor de 90 cm de ancho. Por lo tanto, es evidente que ningún noble maya con su ajuar completo habría entrado jamás en estos cuartos sin un arco de respetuosa reverencia.

#### Cuarto 1
Este es el escenario de un evento real: la presentación del heredero al trono en frene la Corte y los dignatarios visitantes, por el gobernante de Bonampak, Chan Muwan II. Hay 77 personajes que cumplen diversas funciones dentro de la narrativa, 53 cláusulas glíficas, más un texto principal sin numeración (Cláusula A) y 8 imágenes colocadas casi en el cierre de la bóveda en esta primera sala. Algunos de los actores que capturan la atención inmediata son las figuras elegantemente vestidas en el paramento inferior del muro Sur (Personajes 62, 63 y 64). Sus grandes tocados de plumas de Quetzal, además de los diversos elementos hechos con piel Jaguar y serpiente en sus trajes, ponen de relieve la importancia de estas figuras, con los talones levantados se encuentran en medio de una danza ritual.

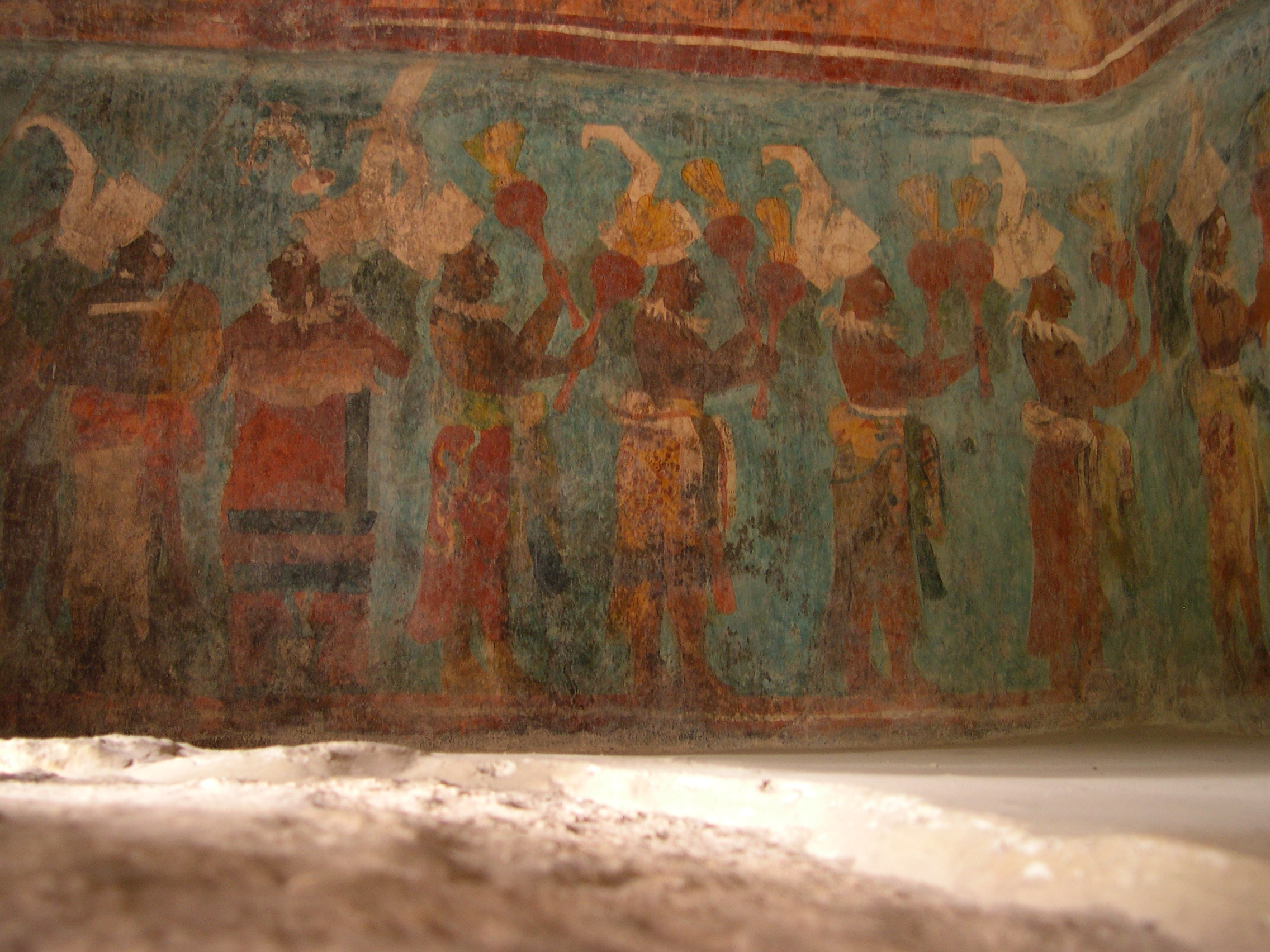
Fragmento del Muro Este en el Cuarto 1

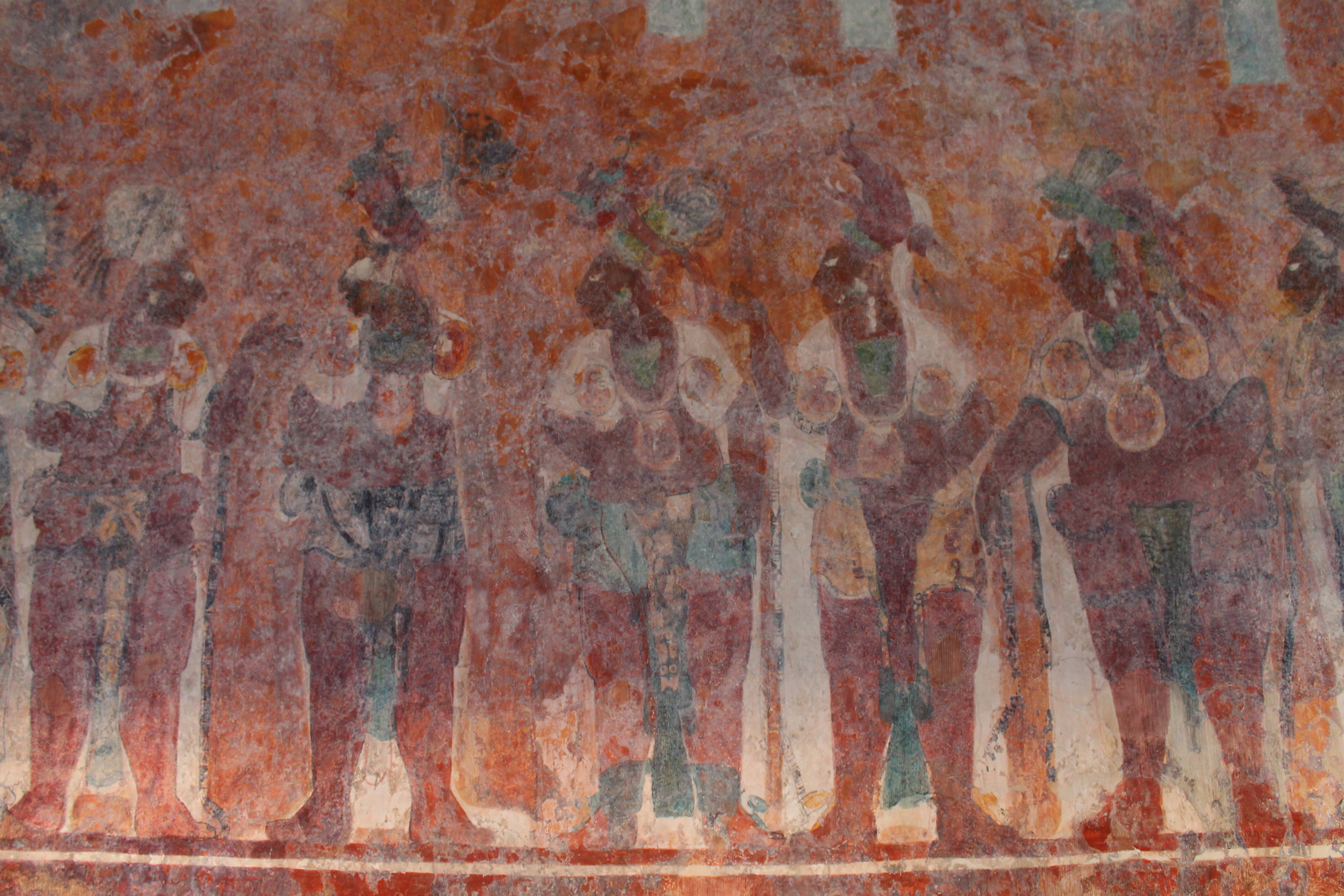
Fragmento del Muro Norte en el Cuarto 1

A la izquierda del Personaje 62, comenzando por el muro Sur y continuando hacia el muro Este, hay varias figuras que cantan y tocan Instrumentos musicales (conchas cascabeles, tambores, y caparazones de tortugas) pasando hacia el muro Norte, hay más músicos tocando trompetas (Personajes 43 y 44) mientras que otros intérpretes usan varios disfraces (Personajes 45-50), incluyendo el de un cocodrilo (Personaje 48). Hacia el lado derecho del Personaje 64 que conduce al muro Oeste, hay ocho Sajals (gobernadores regionales). Los Personajes 73 y 74, así como los Personajes 52 y 54, portan abanicos que enmarcan una gran banda con una amplia inscripción jeroglífica que narra el evento presentado en las pinturas. En el paramento superior en el muro Este están 4 de los nobles visitantes identificados como Rojo Señor (Personaje 1), Perro Señor (Personaje 2), Ardilla Señor (Personaje 3) y Hormiga dos Señor Árbol (Personaje 4); continuando hacia el muro Sur aparecen 10 nobles (Personajes 5-14) más aunque su nombre o título es desconocido, en particular se destacan una figura solitaria (Personaje 16) que presenta a un niño (Personaje 15) a los señores, justo por encima de dos agujeros donde las vigas de madera, una vez habrían ayudado a mantener la estructura. Se cree que el niño pudo ser el hijo de Chan Muwan II, aunque esto no está muy claro y se desconoce si este gobernó, ya que la cláusula por encima de este individuo se dejó en blanco.

Pasando al muro Oeste en el paramento superior se encuentra el gobernante Chan Muwan II sensato en su trono, acompañado por su esposa la Señora Yax T'ul (Verde Conejo) (Personaje 19), su madre la Señora Escudo Cráneo (Personaje 20) y otras dos mujeres nobles (Personajes 17 y 21). Bajo el trono, uno puede ver cinco paquetes aunque con cierta dificultad, no fue hasta que el proyecto Bonampak Documentation Project antes mencionado de la profesora Mary Miller y por los estudios realizados, que finalmente se logró saber lo que contenían estos paquetes. Tras el análisis de imágenes infrarrojas de esta escena, se dieron a conocer los glifos “ho pi (ca) caw”. “Cacaw” era el término maya clásico para el grano de cacao, y el profesor de la Universidad de Harvard, David Stuart ha sugerido que el glifo “pi” representa la unidad de 8,000 granos. Por lo tanto, si esto es así, parece que ha habido un pago tributo a Chan Muwan II de 40,000 granos de cacao, que era considerado una gran fortuna para esa época.
En el paramento superior en el muro Norte hay doce figuras en las que destacan tres principalmente (Personajes 23, 25 y 27) por su atuendo de piel de Jaguar y sus tocados con plumas de Quetzal, los cuales están siendo colocados para realizar la danza que se muestra en el muro inferior, sobresale la figura del Personaje 27 ya que está en el eje direccional del grupo, la Cláusula 23 se refiere a él como “jaguar el más joven sostén de la tierra” un título de honor para un gobernante, por lo tanto se asume que es Chan Muwan II. Por debajo de ellos se encuentra una serie de individuos que, aunque tienen el título de "el del nenúfar" que los identifica dentro de la élite, ocupan un espacio muy reducido y por sus actividades parecen asistir a los personajes de arriba.
En el cierre de la bóveda en el lado Sur se notan tres mascarones (Figuras II-IV) son de distintos diseños tienen ojos cuadrangulares la boca abierta mostrando su dentadura y están barbados, la Figura II voltea a la izquierda tiene en la frente bandas cruzadas, de su nuca emergen volutas, es de nariz larga y los maxilares parecen descarnados; la Figura III se muestra de frente, su nariz es chata y de sus comisuras sales volutas; la Figura IV es similar a la II solo que mira a la derecha, su cara es más larga y su hocico más corto; los mascarones VI a VIII del lado norte son prácticamente similares a los otros solo varían en sus dimensiones, estos representan al Dios Itzamna y son mostrados a medida que se mueve a través del cielo. En la parte próxima al cierre en el lado Oriente, aparece un figura de perfil con rasgos zoomorfos (ojo, pata y hocico de reptil) (Figura I) tiene las fauces abiertas y lleva una especie de tocado; sobre la parte Poniente del cierre de la bóveda se plasmó un quinto mascarón (Figura V) en la frente porta un diseño ovalado, sus ojos son grandes y cuadrangulares, su nariz es achatada y los maxilares se aprecian descarnados.
Por último las jambas en la entrada presentan una capa pictórica prácticamente perdida, sin embargo subsisten restos, que permiten identificar representaciones de figuras humanas y la banqueta interior que ocupa gran parte del recinto presenta en el peralte (Lados Este, Sur y Oeste) una serie de grecas escalonadas cuyo sentido va de izquierda a derecha, enmarcadas por dos bandas que corren paralelas al nivel del suelo y por la parte del borde superior en color rojo con fondo blanco, la cara horizontal de la baqueta al igual que el piso son de color negro.

#### Cuarto 2
Contiene más personajes que el Cuarto 1 o el Cuarto 3, con 126 personajes, 41 cláusulas glíficas y 11 figuras hacia el cierre de la bóveda, su iconografía se divide en dos escenas. La primera se despliega sobre los muros Este, Sur y Oeste representa la escena de la batalla más grande de todo el Arte maya y en palabras de la profesora Mary Miller "el retrato histórico oficial que ninguna muestra fotográfica pudiera dar sobre las guerras mayas". Según se puede leer en la Cláusula 15, tuvo suceso el 2 de agosto del 792 d. C.
En el muro Sur se puede apreciar a Chan Muwan II (Personaje 55) tomando de los cabellos al señor Nudo ¿Hocico? GIII (Personaje 56). Acompañado de experimentados guerreros que en su ropaje o sus armas hacen gala de haber sido captores, también estuvieron en la lucha señores de varios linajes entre ellos el señor de Motul de San José (Personaje 37, Cláusula 10) y el señor de Yaxchilán Escudo Jaguar II (Personaje 41, Cláusula 10) que según la Cláusula A fue captor de Antorcha Guacamaya, también destacan por su atuendo de Jaguar el Personaje 54 que se encuentra atrás del señor de Bonampak y el Personaje 51 en el nivel inferior, quienes pudieran ser sus parientes de Lacanjá.
Continuando hacia el Muro Oeste en la parte superior, se puede apreciar un grupo de guerreros protegiendo una caja de madera y quizá sea la misma que veremos bajo el trono del Cuarto 3, al parecer la caja de madera contenía objetos sagrados y de poder, tales como, cetros, perforadores para el autosacrificio y espejos.

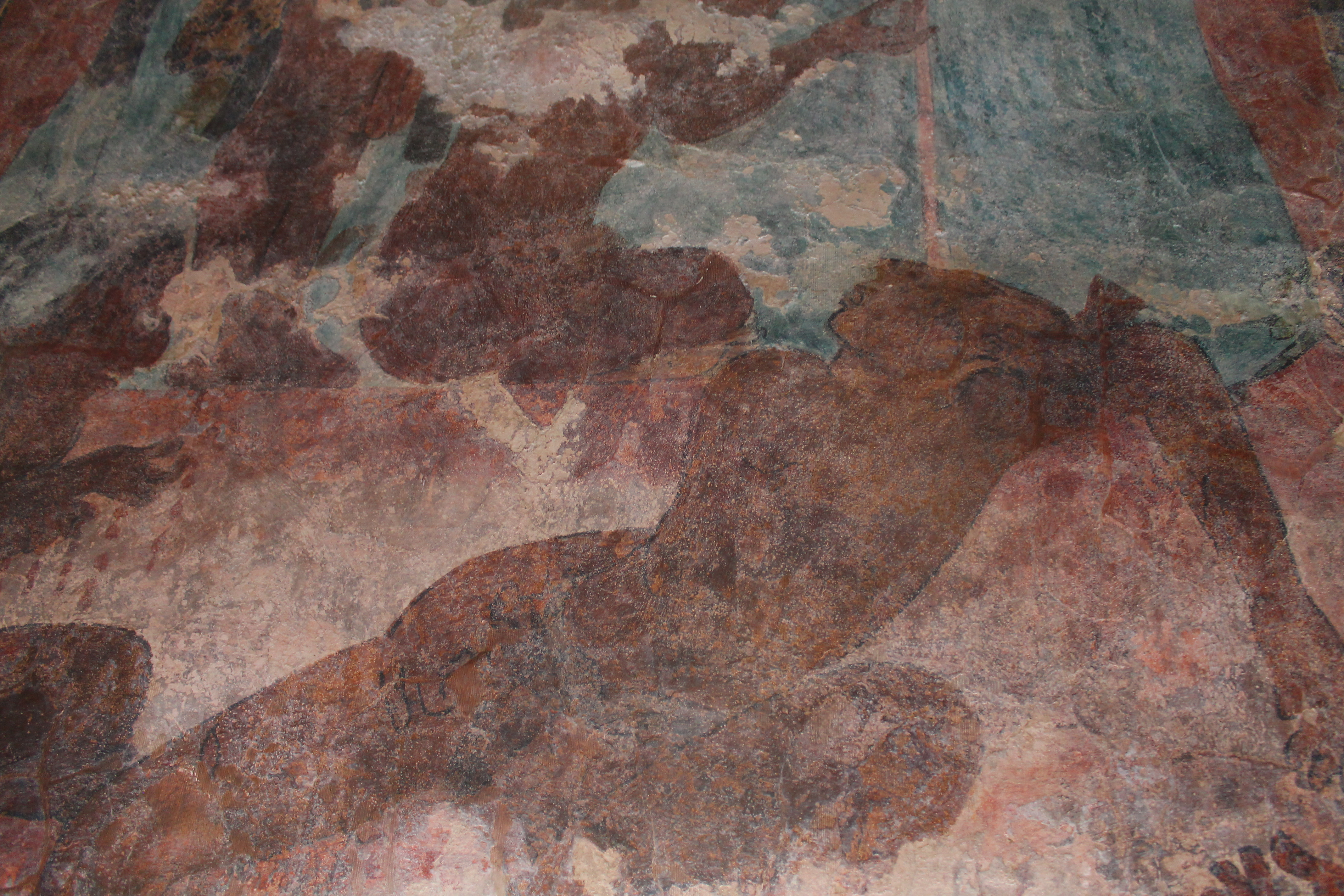
Fragmento del Muro Norte del Cuarto 2

Pasando al muro Norte el paramento superior es el más importante teniendo como escena la secuela de la batalla: la tortura y el sacrificio de los cautivos tomados en la batalla, es considerada una de las escenas mejor logradas en el Arte mural Precolombino, ya que el artista, mediante un soberbio escorzo, representó el cuerpo flácido, herido y sin vida de uno los prisioneros a los pies del gobernante. Ocupando la posición central se encuentra Chan Muwan II (Personaje 94, Cláusula 32), va vestido con coraza, sandalias de talonera alta, tocado y lanza todo en piel de jaguar. A su lado derecho esta "Cráneo Nudo divino señor del linaje de Lacanjá" (Personaje 95, Cláusula 31) uno de sus parientes, seguido por un noble guerrero el Señor Ave Jaguar ¿Humo? (Personaje 96), su esposa la señora Verde Conejo, de Yaxchilán (Personaje 97) y su madre la Señora Escudo Cráneo (Personaje 98) del lado izquierdo la figura de pie más próxima es "el divino señor del linaje de Lacanjá, el más joven sostén del cosmos" (Personaje 93, Cláusula 33) otro de los parientes del gobernante de Bonampak, seguido por los Personajes 88 y 92 que son nobles guerreros que ostentan el título de "cielo señor". En la parte media de la escena, en posiciones sedentes reducidas al máximo en sus dimensiones, se encuentran los dolientes prisioneros, humillados a los pies del gobernante, desnudos y despojados de toda dignidad, a quienes les están arrancado las uñas con cuchillos de obsidiana o quienes ya han sido sometidos a esta tortura muestran la sangre goteando de sus heridas (Personajes 101-109). En el nivel inferior a los lados de la entrada al pie de la escalinata dibujada, haciendo una especie de valla para custodiar a los prisioneros se encuentran otros guerreros agrupados.
El cierre de la bóveda se ha perdido casi del todo se considera que hubo quince figuras de las cuales la II, VIII, X, XV no se distinguen. La Figura I en la parte próxima al cierre Oriente de la bóveda apenas se puede distinguir lo que parece ser un rostro monstruoso; en el cierre del lado Sur se aprecian las Figuras III-VII en la que se alterna un custodio y un cautivo, los custodios (III, V, VII) se encuentran en posición sedente dentro de cartuchos, mientras que los cautivos (IV, VI) están sentados con las manos atadas hacia atrás; en el cierre del lado Norte se aprecian cuatro figuras (XI-XIV) dentro de cartuchos, la Figura XI es una familia de pecaríes vista de perfil y amontonados simbolizando a las Pléyades, la Figura XIV es una tortuga vista por su caparazón con una serie de puntos que simbolizan en Cinturón de Orión, entre ellos hay dos individuos (XII y XIII) en posición sedente posiblemente se trata de unos Astrónomos y sobre la parte próxima al cierre Poniente se aprecia un rostro fantástico (Figura IX) que mira a su derecha, su ojo es grande y ovalado, su nariz es corta pero torcida hacia arriba, la mandíbula descarnada y tiene barbas.
Las jambas se hallan muy deterioradas pero es posible observar fragmentos de personajes que portan penachos. La banqueta interior en los peraltes Este y Oeste se pintaron diseños a manera de grandes flores de cuatro pétalos, mientras que el peralte Sur se puede apreciar restos de algunas figuras humanas, posiblemente había cuatro personajes de los cuales solo uno es visible claramente, se halla sentada con el cuerpo torcido a la izquierda y el rostro volteando hacia el suelo, con la pierna izquierda flexionada y quizá la derecha este extendida, al tiempo que se apoya con la mano del mismo lado sobre el suelo mientras y mantiene flexionado el brazo contrario, porta una especie de turbante y algunas joyas, al igual que en el Cuarto 1, la cara horizontal de la baqueta y el piso conservan restos de color negro.
Nota: durante un estudio de radar de la Estructura 1 en 2010, los arqueólogos descubrieron una tumba debajo del Cuarto 2, pequeña y relativamente simple. Contenía el cuerpo de un hombre de entre 35 y 42 años. Era un esqueleto completo, menos el cráneo, los científicos creen que es simplemente debido a la erosión natural y no evidencia de decapitación. El esqueleto venía acompañada por un ajuar funerario de pendientes, brazaletes y un collar de jade, un colgante de Concha Spondylus, dos platos policromos, un vaso de alabastro con un agujero en la base y un cuchillo de piedra. Estos último dos elementos el vaso perforado y el cuchillo de piedra llevan a algunos a creer que este individuo era una de las víctimas de sacrificio representados en Cuarto 2. Otras teorías incluyen que él era un guerrero herido, o un posible familiar de Chan Muwan, ya por sus joyas coincide con los nobles representados en el Cuarto 1. Curiosamente, es evidente que esta tumba fue parte de la construcción original de la Estructura 1 y por lo tanto, no fue creada en una fecha posterior.

#### Cuarto 3

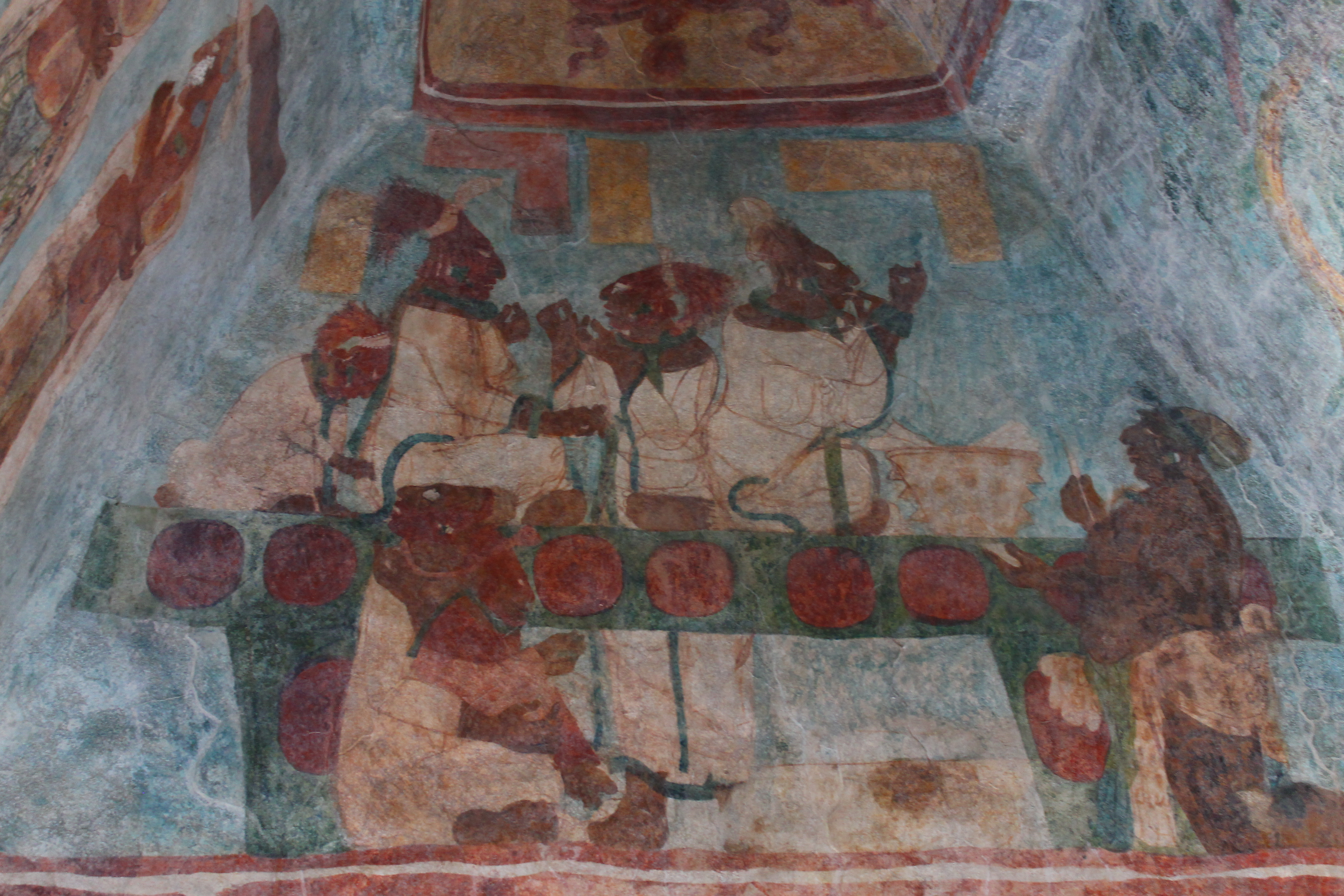
Fragmento del Muro Este en el Cuarto 3

Este es el escenario de una celebración ritual por la victoria en la batalla, visualmente la habitación sumerge al espectador en la celebración, contiene 69 personajes, 20 cláusulas glíficas y 7 figuras próximas al cierre de la bóveda. En el paramento inferior del muro Norte a los lados de la entrada se inicia una procesión de músicos y otros personajes, entre ellos destaca el creador de los murales ubicado en la esquina izquierda, de nombre Och "La Zarigüeya" (Personaje 9, Cláusula 1.ª) cubriendo casi todo el paramento inferior de las paredes Sur y Oeste hay siete individuos con atuendos más elaborados (Personajes 13, 15, 17, 26, 26, 27 y 28). En el paramento superior del muro Sur, hay dos focos prioritarios ocupando el eje central, en la parte superior se encuentran tres individuos con un elaborado atuendo, el Personaje 21 ubicado al centro es alguien a quien se le nombra “Señor de un Katun, señor de señores” siendo este Cráneo Nudo Señor de Lacanjá, a su derecha con el atuendo más extendido de todos está “el más joven señor de Bonampak” es decir, Chan Muwan II (Personaje 16) y a la izquierda el Personaje 24 el más pequeño "es Hueso el más joven señor" que bien puede ser Jaguar Hueso. Cada personaje tiene un hueso de fémur con sangre que ha sido modificado en un hacha ritual. Llama considerablemente la atención un grupo de individuos, el Personaje 22 arrodillado sosteniendo un hacha en la mano derecha y otro objeto en su izquierda, la figura arqueada de un individuo (Personaje 19) sostenido por otros dos. Aquí esta otra instancia donde el proyecto Bonampak Documentation Project ayudó a descifrar lo que no es capaz de ser visto por el ojo, en este caso, porque el área con pintura estaba completamente erosionada. Sin embargo, las imágenes infrarrojas revelaron que el Personaje 22 lo que tenía en su mano izquierda era el corazón aun latiendo de la víctima sacrificada (Personaje 19), en lo que se ha interpretado como un rito de sacrificio de sangre.
En el paramento superior del muro Este vuelven a aparecer las mujeres nobles que estaban en el muro Oeste del Cuarto 1, sobre un trono la Señora Verde Conejo (Personaje 6) se perfora la lengua asistido por el Personaje 7 que está de rodillas frente a ella y le proporciona una espina de mantarraya, entre ambas hay una vasija donde se coloca el papel con la ofrenda de gotas de sangre; a su espalda esta otra mujer de pie (Personaje 5) frente a la Señora Escudo Cráneo (Personaje 2) que está sentada junto con otras dos mujeres nobles una de ellas cargando nuevamente al niño heredero; bajo el trono se observa la caja de madera que los vencedores tomaron como trofeo de guerra con los objetos de poder.
En el paramento superior del muro Oeste hay un conjunto de personas que llevan en andas a un individuo (Personaje 42) que se eleva por encima de ellos y ocupa parte del espacio del cierre de la bóveda correspondiente a las figuras del ámbito celestial, esta escena no está muy claro su significado ya que las figuras no están claramente definidas.
En el paramento superior del muro Norte muestra diez individuos parados sobre una plataforma engalanados con capas blancas y collares de Concha Spondylus (Personajes 51-60) las cláusulas de sus nombres no fueron pintadas, solo se lee en la Cláusula 13 "el señor" así que se asume que son nobles y parecen ser los mismos retratados en el muro Sur del Cuarto 1; por dejado de ellos en una plataforma más baja hay otros nueve individuos sentados (Personajes 61-69)
En el cierre de la bóveda en el lado Sur se encuentran tres figuras, la Figura II y la IV forman una pareja cada una representa las fauces abiertas de una serpiente, de las cuales emerge el busto de un ser antropomorfo ataviado con orejeras y un collar, presenta ojos grandes y cuadrangulares, carece de mandíbula y en su lugar tiene lo que parece ser un chorro de líquido o foliaciones, estos enmarcan a la Figura III se trata de un mascarón en posición frontal con un diseño en la frente, ojos similares al as demás figuras, nariz chata y barbas; en el lado Norte del cierre de la bóveda están las Figuras V-VII siendo prácticamente iguales a las del lado Sur con pequeñas diferencias en cuanto a tamaño y coloración y en el lado Oriente se aprecia la Figura I, una imagen descendente, frontal con rasgos esquematizados adicionalmente el cierre superior de la bóveda incluye parte de la Figura I y una banda celeste segmentada en catorce cuadrantes destacando el cuadrante 9 y 13 con el glifo “cielo inclinado” en el cuadrante 10 la llamada "Bestia de Marte" el cuadrante 12 presenta una “cruz de kan” y el cuadrante 14 el rostro de una posible deidad.
En las jambas al igual que en los dos casos anteriores, la pérdida es tal que solo permanecen fragmentos de los personajes que fueron plasmados, pudiéndose apenas apreciar el rostro, parte del hombro y el tocado.
Mary Miller, profesora de la Universidad de Yale, quien dirige el extensivo estudio de los murales, escribió que "probablemente, ningún artefacto antiguo del Nuevo Mundo ofrece una compleja visión de la sociedad prehispánica, como las pinturas de Bonampak. Ningún otro trabajo, relacionado con los mayas, nos acerca a la vida de la corte con tan gran detalle, lo que hace de Bonampak y sus murales un recurso sin paralelo, en la comprensión de la sociedad antigua."

### Estructura 5
Se localiza sobre una de las terrazas superiores de la acrópolis, hacia la cima de la colina y al lado Oeste de una escalinata, la construcción cuenta con una sola entrada y un techo al estilo de la Bóveda maya, también hay evidencias de una crestería, todo el interior del edificio se pintó en color negro y el exterior en algún momento se pintó de naranja aunque posteriormente se cubrió con una nueva decoración, destacan fragmentos de estuco en la fachada oriental y los restos de algunos elementos pictóricos, que si bien se trata de una inscripción está gravemente deteriorada distinguiéndote apenas unos cuantos glifos, lo que impide una lectura más cabal.

### Estructura 6
Está a un lado de la Estructura 5, arquitectónicamente es similar a esta y presenta las mismas tonalidades de restos pictóricos tanto en el interior como en el exterior, aunque sin ninguna decoración. Alberga al Dintel 4.

## Monumentos

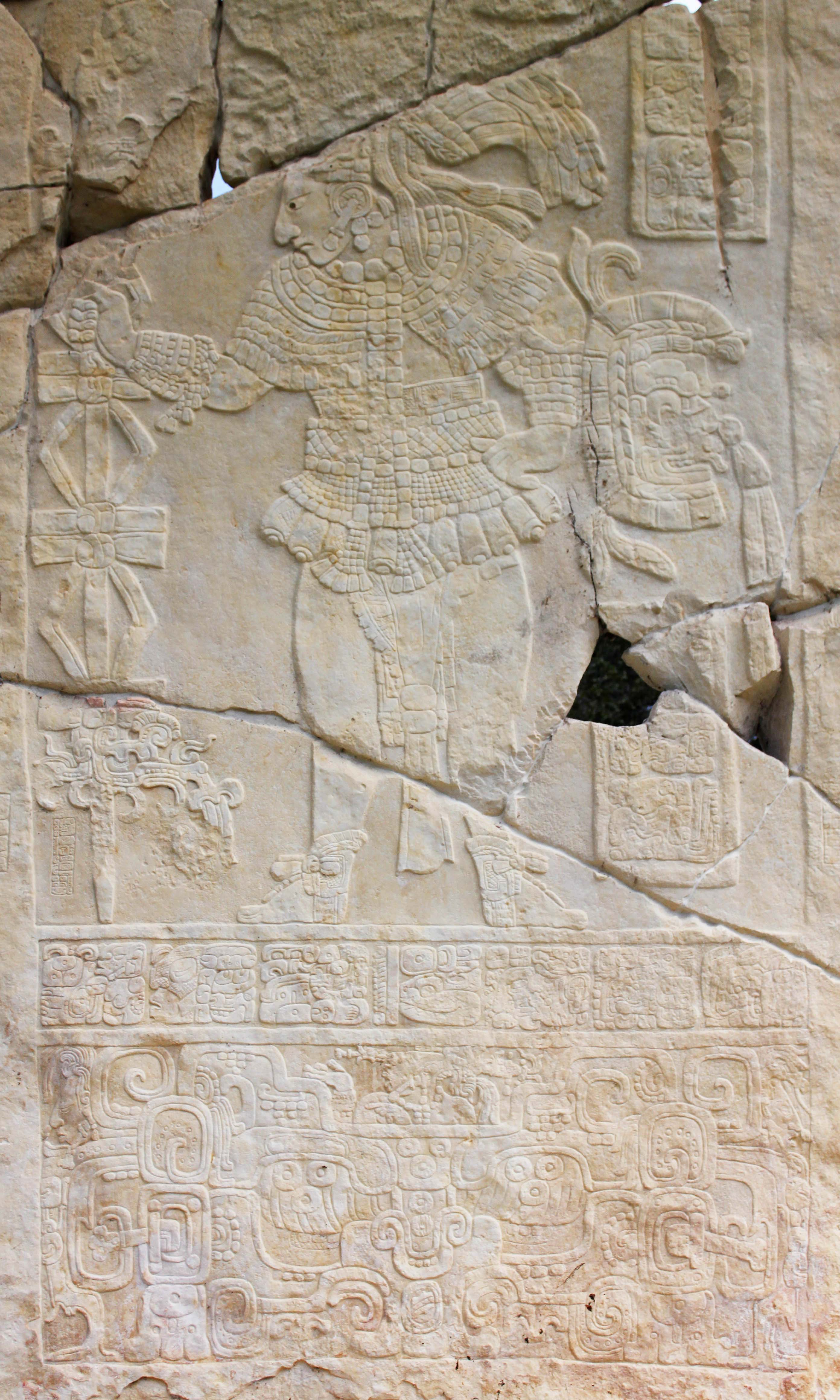
Estela 1

##### Estela 1
Se encuentra en la parte central de la Gran Plaza, representa el momento de auge de Chan Muwan II, la importancia del personaje quedó plasmada en la forma como está representado y en la dificultad para elaborar el monumento, esto es, en una enorme laja de piedra de escaso grosor sin sufrir ninguna fractura. Con sus casi 6 metros de altura es una de las más altas del mundo maya. Chan Muwan II se encuentra de pie y lleva un bastón ceremonial, el labrado de la pupila le proporciona una mayor fuerza a su mirada; en la parte baja de la estela se observa al monstruo de la tierra del cual emergen los rostros del dios joven del maíz. Una banda de glifos bajo los pies del gobernante hace referencia a su genealogía, mientras que en otra banda vertical puede observarse el glifo emblema de la ciudad.

##### Estela 2
Está ubicada en una terraza baja justo al centro de la Acrópolis y junto a la Estela 3, Muestra a Chan Muwan II ricamente ataviado en compañía de dos mujeres, al frente su madre la Señora Escudo Cráneo y detrás de él su esposa la Señora Verde Conejo de Yaxchilán quienes portan un huipil. La escena gira alrededor del ritual de autosacrificio, efectuado por el gobernante que lleva en su mano derecha una bolsa con copal de donde se asoma el rostro del dios murciélago y asistido por su madre, quien lleva las espinas de mantarraya para realizar la perforación mientras su esposa sostiene la cesta con las tiras papel listas para recibir las gotas de sangre del gobernante, misma que posteriormente serán incineradas en honor de sus deidades.

##### Estela 3
Representa una escena en la cual Chan Muwan II está de pie frente a un segundo personaje en cuclillas y en posición de sumisión portando orejeras de papel, símbolo de los cautivos.